# 95th Infantry Division (Vereinigte Staaten)
Die 95th Infantry Division (deutsch 95. US-Infanteriedivision) war eine Infanteriedivision der United States Army, die am Zweiten Weltkrieg teilnahm. Die Division wurde zu spät aufgestellt, um im Ersten Weltkrieg eingesetzt zu werden, und blieb bis zum Zweiten Weltkrieg in der Reserve der Armee, bis sie nach Europa geschickt wurde. Ihren Spitznamen „Iron Men of Metz“, erhielt die Division, als sie Metz von der Wehrmacht befreite und gegen einen deutschen Gegenangriff  hielt. Nach Ende des Zweiten Weltkriegs war die Division noch eine kurze Zeit als Reserveeinheit aktiv und wurde schließlich 1947 aufgelöst, bevor sie 1952 als Ausbildungsdivision des Heeres wieder aufgestellt wurde.
In den folgenden fünfzig Jahren wurde die Division ständig umstrukturiert, da sich ihre Aufgaben häufig änderten und untergeordnete Einheiten neu hinzukamen oder in andere Befehlsbereiche wechselten. Es wurden eine Vielzahl von Regiments- und Brigadekommandos neu aufgestellt, um verschiedene Ausbildungsrollen für Soldaten und Rekruten der US-Armee zu erfüllen. Die Division wurde daraufhin neu aufgestellt, um die Grundausbildung (Basic Combat Training) von Rekruten der Army durchzuführen. Die Division bildet bis heute Rekruten aus, die danach in Kampfeinheiten, Versorgungseinheiten oder anderen militärischen Verbänden eingesetzt werden.

## Geschichte

### Erster Weltkrieg
Die 95. Division wurde am 4. September 1918 erstmals in der Nationalarmee konstituiert. Sie wurde in diesem Monat in Camp Sherman, Ohio organisiert. Die Division wurde mit der 189. US-Infanterie-Brigade und der 190. US-Infanterie-Brigade der in Oklahoma organisierten Reserve organisiert. Die Division sollte im Ersten Weltkrieg im Ausland eingesetzt werden. Die Ausbildung aller Einheiten der Division begann sofort. Am 11. November wurde der Waffenstillstand mit Deutschland unterzeichnet und die Feindseligkeiten wurden beendet. Der Einsatz der Division wurde annulliert und sie im Dezember 1918 demobilisiert. Alle Offiziere und Mannschaften der Division wurden aus dem Militär entlassen oder in andere Einheiten versetzt.

### Zweiter Weltkrieg
Am 15. Juli 1942 wurde die Division in den aktiven Militärdienst befohlen und in Camp Swift, Texas, neu organisiert, zum Kommandeur wurde Generalmajor Harry L. Twaddle bestimmt. Die 189. und 190. Infanteriebrigade wurden im Rahmen einer armeeweiten Abschaffung der Brigaden aufgelöst. Stattdessen wurde die Abteilung aus drei Infanterie-Regimentern, dem 377., 378. und 379. US-Infanterie-Regiment gegründet. Die Division erhielt auch ein Schulter-Ärmel-Abzeichen in diesem Jahr. In den nächsten zwei Jahren wurde die Division an Standorten in den USA umfassend geschult.

#### Gliederung
- Headquarters, 95th Infantry Division
- 377th Infantry Regiment
- 378th Infantry Regiment
- 379th Infantry Regiment
- Headquarters and Headquarters Battery, 95th Infantry Division Artillery
  - 358th Field Artillery Battalion (105 mm)
  - 359th Field Artillery Battalion (105 mm)
  - 360th Field Artillery Battalion (155 mm)
  - 920th Field Artillery Battalion (105 mm)
- 320th Engineer Combat Battalion
- 320th Medical Battalion
- 95th Cavalry Reconnaissance Troop (Mechanized)
- Headquarters, Special Troops, 95th Infantry Division
  - Headquarters Company, 95th Infantry Division
  - 795th Ordnance Light Maintenance Company
  - 95th Quartermaster Company
  - 95th Signal Company
  - Military Police Platoon
  - Band
- 95th Counterintelligence Corps Detachment

#### Einsatz in Europa
Die 95. US-Infanteriedivision wurde zunächst dem XIII. Korps der 9. Armee zugeteilt. Am 10. August 1944 erfolgte die Einschiffung nach Europa, am 17. August traf sie in Großbritannien ein. Nach zusätzlichem einmonatigem Kampftraining landeten ihre Truppenteile am 15. September in Frankreich. Die Division lagerte vom 1. bis 14. Oktober in der Nähe von Norroy-le-Sec und war in dieser Zeit dem III. Korps zugeteilt.

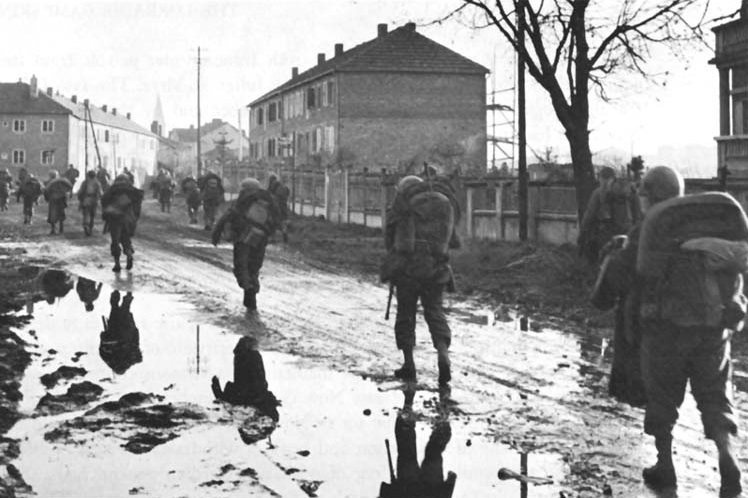
Soldaten des 378-US Infanterie -Regiments beim Einmarsch nach Metz

Die 95. Division wurde dann dem XX. Korps der 3. Armee zugewiesen und am 19. Oktober im Mosel-Brückenkopf südlich von Metz in den Kampf geworfen. Die Truppen patrouillierten an der Seille bei Cheminot, eroberten die Festungen rund um Metz und schlugen feindliche Versuche zurück, den Fluss zu überqueren. Während der Verteidigung der Stadt vor wiederholten deutschen Angriffen erhielt die Division den Spitznamen Die Eisernen Männer von Metz. Am 1. November gingen Elemente in die Offensive über und reduzierten eine feindliche Offensive gegen Maizières-lès-Metz. Am 8. November überquerten diese Einheiten die Mosel und rückten nach Bertrange vor. Gegen starken Widerstand eroberte die 95. die Festungen rund um Metz und eroberte die Stadt bis zum 22. November.
Die Division drängte am 25. November gegen die Saar und marschierte am 28. November in Deutschland ein. Die 95. Division besetzte am 3. Dezember eine Saarbrücke und führte einen erbitterten Häuserkampf um Saarlautern. Als die Vororte der Stadt fielen, obwohl der Feind noch heftig Widerstand leistete, war der Saar-Brückenkopf bis zum 19. Dezember fest etabliert. Während einige Einheiten zu einem Sammelplatz gingen, hielten andere das Gebiet gegen starke deutsche Angriffe.
Am 2. Februar 1945 begann die Division, zum niederländischen Maastricht vorzurücken, und am 14. Februar befanden sich Truppenteile in der Linie bei Meerselo, um dort britische Einheiten zu unterstützen. Während dieser Zeit wurde die Division dem XIX. Korps der 9. Armee unterstellt, obwohl sie im Laufe des Frühlings vorübergehend auch mehreren anderen Korps zugewiesen wurde.
Am 23. Februar wurde die Division entlastet und am 1. März wurde die 95. im Raum Jülich versammelt. Sie umzingelte den Gegner in der Nähe der Brücke von Uerdingen und räumte den Kessel bis zum 5. März, während andere Teile weiter zum Rhein vordrangen. Ab dem 12. März stand die 95. Division in der Nähe von Neuss. Am 3. April versammelte sie sich östlich des Rheins in Beckum und startete am nächsten Tag einen Angriff über die Lippe. Am 6. April eroberte sie Hamm und Kamen. Nachdem der Kessel nördlich der Ruhr und Möhne geräumt worden war, eroberte die Division am 9./10. April Werl und Unna, am 13. April Dortmund und behielt ihre Position am Nordufer der Ruhr bei. Diese Position hatte sie bis Kriegsende inne.

#### Verluste und Auszeichnungen
Die 95. US-Infanteriedivision verlor insgesamt im Gefecht 6591 Mann. 1251 Mann starben, 49 sind bis heute vermisst und 4945 wurden im Gefecht verwundet. Außerdem wurden 380 Soldaten durch Elemente der 2. Panzer-Division gefangen genommen. Die Division nahm 31.988 Deutsche gefangen. Soldaten der Division bekamen eine Medal of Honor, 18 Distinguished Service Crosses, 1 British Military Cross, 14 Legion-of-Merit-Auszeichnungen, 655 Silver Stars, 15 Soldier’s Medals und 162 Air Medals.

#### Demobilisierung
Die Division kehrte am 29. Juni 1945 in die Vereinigten Staaten zurück und bereitete sich darauf vor, sich als Teil der Ersten Armee der Vereinigten Staaten der Invasionstruppe der japanischen Insel Honshū anzuschließen. Mit dem Ende des Krieges in Japan kam es in der Division, die auf Befehl auf dem Pazifik stationiert blieb, zu einer Meuterei, bevor die Befehle geändert wurden. Dies führte dazu, dass die Division demobilisiert und ihre Soldaten aus dem Armeedienst entlassen wurden. Sie wurde am 15. Oktober 1945 in Camp Shelby, Mississippi demobilisiert.

## Kalter Krieg
Die Division wurde am 13. Mai 1947 in Oklahoma City als Reserveeinheit reaktiviert. Die Division wurde nach dem Zweiten Weltkrieg nicht reaktiviert, um an Kampfeinsätzen teilzunehmen, sondern war eine Reserveeinheit. Im Jahr 1952 wurde die Division das erste Mal umorganisiert und bekam das 291. US-Infanterieregiment von der 75th Infantry Division von Tulsa in Oklahoma hinzu. Das 375. Infanterieregiment hatte sein Hauptquartier in New Orleans, Louisiana, seit seiner Reaktivierung nach dem Zweiten Weltkrieg.
Das Jahr 1955 brachte weitere Änderungen in der Abteilung und weitere Änderungen der Zuordnung für untergeordnete Elemente mit sich. Am 1. Januar 1955 wurde das 291. US-Infanterieregiment (motors.) wieder der 75th Infantry Division zugeteilt und am 31. Januar 1955 demobilisiert. Am 30. Januar wurde das 377. Regiment von der 75. in die 95. Division versetzt und sein Hauptquartier von New Orleans nach Tulsa, Oklahoma, verlegt. Am selben Tag wurde das Hauptquartier des 379. US-Infanterieregiments von Hot Springs, Arkansas, wo es seit 1947 war, nach Little Rock, Arkansas, verlegt. Am 1. April 1958 wurde die Division als 95th Infantry Division (Training) umbenannt und eine grundlegende Änderung der der Missonsaufgaben war im Gange. Die für Infanteriegefechte, Feldartillerie, Militärpolizei und Kampunterstützungsaufgaben ausgebildeten Mannschaften und Offiziere wurden umgeschult, um Andere trainieren zu können. Die Division übernahm nun ihre Rolle als eine von 13 Trainingsdivisionen der US Army Reserve. Im selben Jahr vergrößerte sich die Division, als das 291st Infantry Regiment der 75th Infantry Division der Division zugeführt wurde. Zu diesem Zweck wurde das 291st Regiment in 291st Regiment (Advanced Individual Training) umbenannt. Mit der Restrukturierung der Division wurden alle Regimenter der Division neu benannt. Die 95th Divisional Artillery (deutsch: 95. Divisions-Artillerie) wurde in 95th Regiment (Common Specialist Training) (zu deutsch: „95. Infanterieregiment (gemeinsame Fachausbildung)“), mit Sitz in Shreveport, Louisiana. Das 377th Infantry Regiment wurde in 377th Regiment (Basic Combat Training) (zu deutsch: „377. Regiment (Gefechtsgrundausbildung)“). Ebenso wie das 377th Regiment und das 379th Regiment bekamen alle Regimenter neue Übungsplätze. Im Jahre 1966 erhielt die Division ein Verbandsabzeichen. 1967 wurde die Division gemäß dem Objective Army Divisions Plan reorganisiert, als Teil einer armeeweiten Neustrukturierung. Die ehemaligen Komponenten der Division im Zweiten Weltkrieg wurden in Brigaden reorganisiert. Das ehemalige Hauptquartier der 95th Infantry Division wurde während der Reorganisation in 1st Brigade (deutsch: 1. US-Brigade) umbenannt. Der Garnisonsort des Hauptquartiers blieb trotz der Umstrukturierung derselbe. Das 920th Field Artillery Battalion (deutsch: 920. Feldartilleriebataillon) wurde während dieser Umstrukturierung in die 2nd Brigade (deutsch: 2. US-Brigade) umbenannt. Das 320th Engineer Battalion (deutsch: 320. Pionierbataillon) wurde während der Umstrukturierung zur 3nd Brigade (deutsch: 3. US-Brigade) umbenannt. Die Garnisonsort der 3. Brigade blieb wie vor der Umstrukturierung Oklahoma City. Das 795th Ordnance Battalion (deutsch: 795. US-Versorgungsbataillon) wurde zur 4th Brigade (deutsch: 4. US-Brigade), der Garnisonsort blieb Shreveport in Louisiana. Im Jahr 1975 wechselte der Stationierungsort des HQs nach Midwest City, ebenfalls in Oklahoma. Zu dieser Zeit waren die Einheiten über drei Bundesstaaten verteilt (Oklahoma, Arkansas und Louisiana). Die 1th Brigade war stationiert in Tulsa, Oklahoma und hatte Elemente des 378th und 379th Infranty Regimentes in seinen Bataillonen. Die 3th Brigade (deutsch: 3. US-Brigade) wurde schließlich 1975 aufgestellt und war in Stillwater im US-Bundesstaat Oklahoma stationiert und bestand aus Teilen des 291st Regiments (291. US-Regiment). Die 4th Brigade war 1975 in Bossier City in Louisiana stationiert und bestand aus dem 95th Regiment (95. US-Regiment) und einer Einheit des 379th Regiment (379. US-Regiment). Die Committee Group (Befehlsgruppe) war in Little Rock in Arkansas stationiert. Das 95th Support Battalion (95. US-Unterstützungsbataillon) war mit dem Divisionshauptquartier in Midwest City in Oklahoma stationiert.

## Heutzutage
Bis zum heutigen Tage absolvieren Rekruten der United States Army ihre Grundausbildung bei der Division.
1996 wurden der Division im Rahmen einer armeeweiten Umstrukturierung der Ausbildungseinheiten weitere drei Brigaden unterstellt.
Die 5. US-Brigade (5th Brigade), die 6. US-Brigade (6th-Brigade) und die 7. US-Brigade (7th Brigade) wurden hierfür neu aufgestellt und der Division unterstellt.
2000 wurden eine weitere Brigade, zur Ausbildung von Kadetten der US Army Reserve aufgestellt und der Division unterstellt.
Hierfür wurde die 8. US-Brigade (8th Brigade) im Südwesten der USA als provisorische Einheit aufgestellt und der Division unterstellt.
2002 wurde das Divisionskommando nach Fort Hill im US-Bundesstaat Oklahoma verlegt.

## Gliederung
Der 95th Infranty Division waren 2017 folgende Einheiten unterstellt:
1st Brigade
1st Battalion, 345th Infranty Regiment
2nd Battalion, 354th Infantry Regiment
1st Battalion, 355th Infantry Regiment
1st Battalion, 377th Infantry Regiment
3rd Battalion, 378th Infantry Regiment
2st Brigade
- 2nd Battalion, 413th Infantry Regiment
- 1st Battalion, 414th Infantry Regiment
- 2nd Battalion, 414th Infantry Regiment
- 1st Battalion, 415th Infantry Regiment
- 2nd Battalion, 415th Infantry Regiment
- 3rd Battalion, 415th Infantry Regiment

### 3st Brigade
- 1st Battalion, 330th Infantry Regiment
- 2nd Battalion, 330th Infantry Regiment
- 3rd Battalion, 330th Infantry Regiment
- 2nd Battalion, 334th Infantry Regimen
- 1st Battalion, 339th Infantry Regiment